# Жихнево (Вологодская область)
Жихнево — упразднённая деревня в Устюженском районе Вологодской области.
Входит в состав Никифоровского сельского поселения, с точки зрения административно-территориального деления — в Никифоровский сельсовет.
Расстояние до районного центра Устюжны по автодороге — 18 км, до центра муниципального образования посёлка Даниловское по прямой — 3 км. Ближайшие населённые пункты — Вешки, Еремейцево, Котово, Никифорово, Ременниково.
По данным переписи в 2002 году постоянного населения не было.
29 мая 2020 года упразднена.